# Fáykiss Dóra
Fáykiss Dóra, névváltozata: Fáy Kiss Dóra (Budapest, 1912. július 3. – Queens, New York, 1983. augusztus) magyar színésznő.

## Élete
Szülei podolini Fáykiss Ferenc orvos, az első magyar érsebész és László Jozefa (1888–1942) voltak. Apja a Regent-ház felrobbanásakor vesztette életét 1945-ben. Gyermekkorában több évig Olaszországban élt, iskoláit is itt végezte. 1934-ben végezte el a Színiakadémiát. 1934-től 1936-ig a Kamara Színház, 1941–42-ben a Madách Színház tagja volt. 1942-ben olasz film-ösztöndíjat kapott, melynek köszönhetően egy évet tölthetett az olasz filmvárosban, Cinecittàban. 1944 végén emigrált, Olaszországban, majd az USA-ban élt. 1971-ben még fellépett New Yorkban magyar előadáson.
1935. március 23-án Budapesten, az Erzsébetvárosban férjhez ment Várkonyi Zoltán színművészhez, akitől 1945-ben elvált.

## Szerepei

### Filmszerepei
- Helyet az öregeknek (1934) – manikűrös kisasszony
- Te csak pipálj, Ladányi! (1938) – szolgálólány
- Fekete gyémántok (1938) – Gáspár Sára, munkáslány a bányában
- A papucshős (1938) – Julis szobalány
- Süt a nap (1938) – Juliska
- Gül Baba (1940) – Katica, csaplároslány
- Ismeretlen ellenfél (1940) – bárhölgy
- Pepita kabát (1940) – egyik pepitakabátos lány
- Cserebere (1940) – kefekötő gyári titkárnő
- Beata és az ördög (1940) – apáca
- Elkésett levél (1940) – Tatár szobalánya
- Egy csók és más semmi (1941) – eladó a Hungária virágházban
- Európa nem válaszol (1941) – ápolónő a hajón
- Magdolna (1941) – báróné szobalánya
- A beszélő köntös (1941) – kecskeméti parasztlány
- A cigány (1941) – Berta, Rózsi barátnője
- Szabotázs (1941)
- Egy asszony visszanéz (1942) – ápolónő
- Szíriusz (1942) – ápolónő
- Házasság (1942) – Margit szobalány
- Estélyi ruha kötelező (1942) – trafikoslány
- Jelmezbál (1942) – bálozó lány
- Gyávaság (1942) – Piroska, cselédlány
- Üzenet a Volga-partról (1942) – parasztlány
- Álomkeringő (1942) – Julis szobalány
- Annamária (1942) – titkárnő
- Házassággal kezdődik (1943) – ápolónő

### Színházi szerepei
- Babay József: Körtánc – Házmesterné
- Darvas József: Szakadék – Fehérné
- Molnár Ferenc: Liliom – Julika